# Gradiente adiabatico saturo
Il gradiente adiabatico saturo è la velocità con cui una massa d'aria che sale di quota si raffredda una volta raggiunta la condizione di saturazione ovvero umidità relativa del 100%, ed è espresso in gradi Celsius per 100 metri di variazione di altitudine.

## Descrizione
Il gradiente adiabatico saturo è minore di quello secco perché l'aria satura salendo si raffredda e il vapor d'acqua in essa contenuto condensa cedendo il calore latente. In genere vale circa 0,6 °C ogni 100 m, ma questo valore aumenta al diminuire della temperatura perché l'aria fredda può contenere meno vapore o perché a parità di umidità assoluta diminuisce via via il contenuto di vapore acqueo che può condensare essendo in parte già condensato. Intorno ai -40 °C il gradiente adiabatico saturo è simile a quello secco: a questa temperatura l'aria non può quasi contenere umidità.